# 日和佑貴
日和 佑貴（ひより ゆうき、1988年10月4日 - ）は、日本の俳優である。
秋田県出身。ヒラタオフィス所属。
2007年、第20回ジュノン・スーパーボーイ・コンテストにてプロアクティブ賞を受賞。2008年に映画・テレビドラマ『赤い糸』で俳優デビュー。2010年8月から2011年8月の間、俳優集団NAKED BOYZのメンバーであった。

## 出演

### 映画
- 赤い糸（2008年） - 海斗 役
- タクミくんシリーズ2 虹色の硝子（2009年） - 森田徹 役
- ごくせん THE MOVIE（2009年） - 堀内佑貴 役
- 369のメトシエラ 〜奇跡の扉〜（2009年） - 吉村俊樹 役[4]
- メルト（2009年[5]） - 主演
- 肉食系女子。（2010年） - 山口朋也 役
- 宿命のジオード（2010年） - 太田博 役
- 大奥（2010年） - 御中臈 役
- ネイキッドボーイズショートムービーvol.1「最後のつぶやき」（2011年） - 河合正敏 役[6]
- 霊界の扉 ストリートビュー（2011年） - 真部一樹 役
- 武蔵野線の姉妹（2012年） - 宗方仁 役
- セブンデイズMONDAY→THURSDAY/FRIDAY→SANDAY（2015年） - 内海武 役

### テレビドラマ
- 赤い糸（2008年12月 - 2009年2月、フジテレビ） - 海斗 役
- 愛の劇場 ラブレター（2008年11月 - 2009年2月、TBS） - 佐山晶 役
- ごくせん 卒業スペシャル'09（2009年3月、日本テレビ）
- 魔女裁判 第1話（2009年4月、フジテレビ）
- コード・ブルー -ドクターヘリ緊急救命- 2nd season 第3話（2010年1月、フジテレビ） - 木沢広之 役
- 警視庁失踪人捜査課 第2話（2010年4月、テレビ朝日） - 南田春樹 役
- 理想の息子 第4話（2012年2月、日本テレビ）
- 予告編ビヨンド!「厄束」（2013年2月、フジテレビ） - 主演・榊圭介 役
- 雲の階段 第1話（2013年4月、日本テレビ）

### 配信ドラマ
- 婚前特急-ジンセイは17から-（2009年9月、LISMO Channel） - 春樹 役

### 舞台
- ハマリマン（2010年11月）
- 500万（2011年9月）
- 友よ!2012（2012年6月）
- abc★赤坂ボーイズキャバレーFINAL!!『最後の放電!』（2013年8月） - 占部修 役
- CLOCK ZERO ～終焉の一秒～ A live Moment（2013年9月 - 10月・2014年3月） - 放浪者 役
- 十鬼の絆 〜関ヶ原奇譚〜 恋舞（2013年12月） - 千耶 役
- Anytime. Anywhere（2014年7月） - 主演[7]
- CLOCK ZERO ～終焉の一秒～ rin-g-age（2014年11月） - 放浪者 役

### その他のテレビ番組
- 俳句さく咲く!（2012年、NHK Eテレ）

### CM
- 日本コカ・コーラ「ジョージア エメラルドマウンテンブレンド キレの微糖」（2012年 - 2013年）[8]

### ミュージックビデオ
- DREAMS COME TRUE「GOOD BYE MY SCHOOL DAYS」（2009年）
- DEEP「I Promise You」（2013年）[9]
- メレンゲ「僕らについて」（2014年）[10]
- MONKEY MAJIK+吉田兄弟「夏の情事」（2014年）[7]